# AGBL4
AGBL4‏ (ATP/GTP binding protein like 4) هوَ بروتين يُشَفر بواسطة جين AGBL4 في الإنسان.